# 寺院諸法度
寺院諸法度（じいんしょはっと）は、江戸時代に、江戸幕府が仏教寺院に対して定めた諸法度の総称である。ただ、定まった呼称はなく、文献によっては「諸宗寺院法度（しょしゅうじいんはっと）」・「諸宗諸本山法度（しょしゅうしょほんざんはっと）」などの呼称が用いられる事もある。
寛文5年(1665年)になって寛文印知による寺領安堵と合わせて全ての宗派・寺院・僧侶を対象とする共通の諸宗寺院法度を導入した。

## 概要
江戸幕府は開幕当初から、戦国時代により統制が失われた寺院間からの上下の格付けや、僧侶同士の対立による訴訟対応に奔走した。これらの問題解決手段として、各宗の僧に対して設けられたのが、寺院諸法度である。
江戸幕府は寺社統制のために慶長から元和にかけて、各大寺ごとに「寺院法度」を定め、さらに寛文5年(1665年)には諸宗派に共通する「諸宗寺院法度」を定めた。
一方、寛永17年(1640年)には幕府に宗門改役を新設し、やがて正式に寺社奉行を置いて寺社の統制体制を整えた。
寺社統制は、再建などの寺院の規模・運営などに関する統制、僧尼の心得・人事などに関する統制、祭礼・法会・仏事行事に関する統制について行われ、これとともに有力寺社に対しては将軍の判物・朱印状を下して寺社領を安堵・付与したりした。
これとともにキリスト教の禁止を徹底するために、寛永15年(1638年)以降「切支丹制札」を各地に掲示させ、これに伴う寺請証文制度に続いて寛文以降は、宗旨人別帳(宗門改帳)の作成を村々の寺院によって行わせた。これはそのまま檀家制度の実施となって寺院を安定させた。
また国々の支配者(大名や旗本等)も幕府に真似て、領内の有力寺社に対して、いくらかの寺社領を与え、境内での樹木の伐採を禁止して保護した。これにより領主の寺社統制権は強化され、村々の寺社では教団としての本山・末寺の支配よりも、領主による支配統制の方をより多く受けることになる。
こうして寺社、特に寺院は、近世支配体制下における民衆支配の行政機関的な色彩を強めるようになる。
こうした中で幕府の行ったもう一つの統制に、全国に散在する無数の末派寺院を統制するために行った本末制度がある。
これは一部強行されたこともあって以降、種々紛議を生ずるもとになったが、全国の寺院を各宗・各派ごとに系統づけたということでは、宗教行政における一大事業であったとみることもできる。
禅宗の場合、
1. 曹洞宗法度（1612年）
2. 勅許紫衣之法度（1613年）
3. 五山十刹諸山法度（1615年、以下同）
4. 妙心寺法度
5. 永平寺法度
6. 大徳寺法度
7. 総持寺法度

などの法度が順次、発令された。
五山十刹諸山法度においては、従来の「（鹿苑）僧録」、「蔭涼職」が廃止され、1619年、江戸に「（金地院）僧録」が新設され、黒衣の宰相の異名をもつ以心崇伝が任命された。その当初は、この新たな僧録によって禅宗全体の統制を図ったが、その統率は五山派のみにしか及ばなかった。
崇伝没後の1635年、寺社奉行が設けられると、寺院の管掌は寺社奉行が取り仕切ることとなり、僧録の権限は更に縮小されることとなった。基本的には、五山派の触頭を職掌とすることとなる。